# Oakwood Theme Park
Koordinaten: 51° 46′ 47″ N, 4° 48′ 19″ W
Oakwood Theme Park war ein Freizeitpark in Narberth (Pembrokeshire, Wales,  Vereinigtes Königreich), der 1987 als Oakwood Leisure Park eröffnet wurde. Aktueller Betreiber des Parks ist Aspro Parks.
Der Park betreibt zahlreiche Fahrattraktionen, Achterbahnen und Spielgeräte.
Am 4. März 2025 gab Aspro Parks auf der offiziellen Website bekannt, dass der Park, auf Grund sinkender Besucherzahlen und der wirtschaftlichen Lage, den Park zur Saison 2025 nicht wieder eröffnen werde.

## Achterbahnen
| Name                   | Typ                               | Hersteller                    | Eröffnungsjahr | Bemerkungen | Ref   |
| ---------------------- | --------------------------------- | ----------------------------- | -------------- | --- | ----- |
| Creepy Crawler         | Stahlachterbahn ohne Inversionen  | Pinfari                       | 2017           | Im Eröffnungsjahr fuhr die Bahn unter dem Namen Flight of the Giant Peach und war nach dem Kinderbuch James und der Riesenpfirsich thematisiert. Bevor die Bahn nach Oakwood kam, befand sie sich ab 1998 mehrfach im M&Ds Scotland’s Theme Park und auf Kirmessen. | [ 2 ] |
| Crocodile Coaster      | Kinderachterbahn, Powered Coaster | unbekannt                     | 2013           | Ursprünglich 1992 als Junior Dragon Coaster in Camelot Theme Park eröffnet und befand sich dort bis 2012. | [ 3 ] |
| Megafobia              | Holzachterbahn                    | Custom Coasters International | 1996           | | [ 4 ] |
| Speed: No Limits       | Stahlachterbahn mit Inversionen   | Gerstlauer Amusement Rides    | 2006           | | [ 5 ] |
| Treetops Rollercoaster | Familienachterbahn                | Zierer Rides                  | 1989           | | [ 6 ] |

### Ehemalige Achterbahnen
| Name         | Typ              | Hersteller | Eröffnungsjahr | Schließungsjahr | Bemerkungen                                                              | Ref   |
| ------------ | ---------------- | ---------- | -------------- | --------------- | ------------------------------------------------------------------------ | ----- |
| Circus Clown | Kinderachterbahn | Pinfari    | 1997           | 2018            | Befindet sich seit 2019 als Clown Coaster in Camel Creek Adventure Park. | [ 7 ] |